# Yehuda Poliker
Yehuda Poliker (in ebraico יהודה פוליקר‎?; Haifa, 25 dicembre 1950) è un cantautore, musicista e pittore israeliano.

## Biografia
Poliker è nato a Kiriat Haim, nella periferia di Haifa, col nome di Leonidas Polikar (Λεωνίδας Πολικάρης) in una famiglia di ebrei greci. I genitori, originari di Salonicco, erano superstiti di Auschwitz. Nel corso della sua carriera, si è esibito sia come solista, sia collaborando con altri cantanti israeliani, quali Shlomi Shabat, Rita e Dana International. Il suo stile mescola musica Rock moderna con musica popolare greca.

## Film
Il padre di Poliker, Jacko, racconta la storia della sua fuga da Auschwitz nel documentario Per via di quella guerra (Biglal Hamilhamah Hahi), con la colonna sonora suonata dal figlio.

## Curiosità
Nel romanzo Qualcuno con cui correre, la suora Teodora afferma di essere una fan di Poliker.